# Banan (Battambang)
Banan es uno de los trece distritos que forman la provincia camboyana de Battambang, con una población estimada en marzo de 2008 de 92 138 habitantes. Está dividido en las siguientes  comunas (khum), que se muestran asimismo con población estimada de 2008:
- Bay Damram 6,492
- Chaeng Mean Chey 9,107
- Chheu Teal 14,640
- Kantueu Muoy 5,128
- Kantueu Pir 5,836
- Phnum Sampov 14,696
- Snoeng 16,352
- Ta Kream 19,887[1]